# Станфордска философска енциклопедия
Станфордската философска енциклопедия (на английски: The Stanford Encyclopedia of Philosophy) е онлайн-енциклопедия по философия със свободен достъп, поддържана и предоставяна от Станфордския университет.
Всяка статия е написана и се поддържа от експерт в съответната предметна област, включително от професори от 65 академични института по целия свят. Независимо от онлайновия статус, енциклопедията поддържа традиционния академичен подход, използван в повечето енциклопедии и академични списания, като постига високо качество благодарение участието на автори-специалисти и щателна проверка на статиите от компетентен редакционен съвет.
Енциклопедията е създадена през 1995 г. от Едуард Н. Залта (Edward N. Zalta) с цел да предостави динамична енциклопедия, обновявана регулярно, и по такъв начин неостаряваща, което не може да се постигне при печатно издаваните енциклопедии. Уставът за енциклопедията разрешава наличието на съперничещи си статии по дадена тема, като допуска отразяване на противоречащи си възгледи по подобаващия на учените маниер.
По няколко параметъра, такива като индекс за научни цитирания (Science Citation Index, SCI), енциклопедията е най-успешният и авторитетен ресурс по философия.